# Argumenty i fakty
Argumenty i fakty (rusky Аргументы и факты, zkratka rusky АиФ, AiF, v překladu Argumenty a fakta) je ruský novinový týdeník a zároveň stejnojmenné nakladatelství se sídlem v Moskvě.

## Historie
AiF byly založeny roku 1978 sovětskou státní vzdělávací organizací Znanije („Vědění“). Roku 1980 byly Argumenty i fakty přetransformovány z deníku na týdeník, který byl posléze dostupný pouze prostřednictvím předplatného. Do roku 2005 byl týdeník a nakladatelství AiF ve vlastnictví bankovního ústavu Promsvyazbank, roku 2008 jej odkoupila společnost MEDIA3 holding. Současným[kdy?] šéfredaktorem je Nikolaj Zjatkov. Roku 1990 získaly AiF zápis do Guinnessovy knihy rekordů, jelikož dosáhly celkového ročního nákladu 33,5 milionu výtisků. V současnosti[kdy?] se roční náhlad pohybuje okolo tří milionů. V roce 2014 médium odkoupila ruská vláda.